# Rosalind Barnett
Rosalind Chait Barnett (* 1937) ist eine amerikanische Sozialwissenschaftlerin und klinische Psychologin. Sie ist Senior Scientist am Frauenforschungszentrum der Brandeis University.
Barnett besuchte das Queens College und wurde in klinischer Psychologie an der Harvard University promoviert. Sie forschte an der Harvard Business School, dem Radcliffe College, dem Henry A. Murray Research Institute der Harvard University und dem Wellesley College.
Das National Institute of Mental Health finanzierte ihre Untersuchung von durch ihre Rolle in Familie und Arbeit ausgelösten Stress bei Männern sowie eine Untersuchung von Kompetenzmustern von Mädchen in der Vorschule. Die National Science Foundation finanzierte eine Studie zu Frauen in den mittleren Jahren und die Alfred P. Sloan Foundation finanzierte Forschung von Barnett zu Fragen bzgl. Arbeit und Familie. Artikel von Barnett erschienen in zahlreichen akademischen Fachzeitschriften sowie New York Times Sunday Magazine, Washington Post, Newsday, The Boston Globe, McCall’s, The Huffington Post, The Daily Beast und anderen.

## Werdegang
Barnett erhielt 1959 am Queens College den Bachelor in Psychologie und 1962 an der Harvard University den M.Sc. in klinischer Psychologie, 1964 wurde sie in Harvard promoviert.
Am Massachusetts General Hospital in Boston war sie anschließend bis 1966 Postdoktorandin im psychischen Gesundheitswesen und bis 1973 Gastdozentin an der Krankenpflegeschule. Parallel war sie von 1964 bis 1972 wissenschaftliche Mitarbeiterin an der Harvard Business School. Von 1972 bis 1982 war Barnett als Psychotherapeutin an der Boston Area Associates for Learning Therapies in Newton. Von 1973 bis 1977 war sie Research Associate am Radcliffe Institute. Von 1977 bis 1980 war Barnett Senior Research Associate und Adjunct Lecturer an der Florence Heller Graduate School der Brandeis University. Von 1979 bis 1996 war sie Senior Research Associate am Frauenforschungszentrum des Wellesley College. Von 1979 bis 2001 arbeitete sie als Psychologie-Dozentin in der Psychiatrieabteilung der Harvard University. Von 1982 bis 1986 war sie Supervising Clinical Associate am Boston Evening Medical Center. Von 1994 bis 1995 Fellow am Public Policy Institute des Radcliffe College. Von 1993 bis 1995 forschte sie als Gastwissenschaftlerin am Henry A. Murray Research Center des Radcliffe College. Von 1995 bis 1997 sowie 1999 war Barnett Beraterin für die General Internal Medicine Group des Boston University Medical Center. Am Murray Research Center des Radcliffe College forschte sie von 1995 bis 1999 als Senior Scholar in Residence, von 1999 bis 2001 als Senior Fellow in Residence. 1999 bis 2008 war Barnett Direktorin des Community, Families & Work Program der Brandeis University.

## Auszeichnungen
- 2008–2009 – Anne Roe Award for contributions in women’s education, Harvard University,[3]
- 1999 – Rosabeth Moss Kanter Award for Excellence in Research on Work-Family Research (2000, 2001, 2002, 2003)
- 1997 – Goldsmith Research Award, Harvard University, Kennedy School of Government
- 1997 – ANBAR, Citation of Excellence
- 1996 – Best Paper Award: Journal of Organizational Behavior
- 1988 – National Books for a Better Life Award
- 1975–1976 – Radcliffe College Graduate Society Distinguished Achievement Medal

## Publikationen (Auswahl)
- mit Caryl Rivers: The New Soft War against Women: Why the US economy will falter if it succeeds. New York 2015, ISBN 978-0-399-17639-5 (eingeschränkte Vorschau)
- mit Caryl Rivers: Truth about girls and boys: Challenging toxic stereotypes about our children. New York 2015, ISBN 978-0-231-52530-5 (eingeschränkte Vorschau)
- mit Caryl Rivers: Same Difference: How Gender Myths are Hurting Our Relationships, Our Children and Our Jobs. New York 2004, ISBN 978-0-7867-3789-5 (eingeschränkte Vorschau)
- mit Caryl Rivers: She works/he works: How two-income families are happier, healthier and better off. Harvard University Press. Cambridge, MA 1998, ISBN 978-0-06-251189-8 (eingeschränkte Vorschau)
- mit Lois Biener, Grace K Baruch: Gender and stress. New York 1987, ISBN 978-0-02-901380-9
- mit Caryl Rivers, Grace K Baruch: Life prints: New patterns of love and work for today’s women. Signet New York 1984, ISBN 978-0-452-25533-3
- mit Caryl Rivers, Grace K Baruch: Beyond sugar and spice. G.P. Putnam’s New York 1979, ISBN 978-0-399-12164-7
- mit Grace K Baruch: The competent woman: Perspectives on socialization. Irvington/Halstead. New York 1979, ISBN 978-0-8290-0093-1
- mit R. Tagiuri, P. R. Lawrence, D. Dunphy: Behavioral science concepts in case analysis: The relationship of ideas to management action. Irvington/Halstead. New York 1968 OCLC 232261